# 吴梦辰
吴梦辰，明朝人，是一名明朝政治人物。
吴梦辰曾接替盖天麟任兴化府知府一职，由李春接任。